# Gonista longicercata
Gonista longicercata är en insektsart som beskrevs av Bouvy 1982. Gonista longicercata ingår i släktet Gonista och familjen gräshoppor. Inga underarter finns listade i Catalogue of Life.